# Kanton Brantôme en Périgord
Brantôme en Périgord is een kanton van het Franse departement Dordogne. Bij decreet van 5 maart 2020 werd de naam van het bestaande kanton "Brantöme" gewijzigd in "Brantôme en Périgord" om het in overeenstemming te brengen met de naam van de hoofdplaats. Het kanton maakt deel uit van de arrondissementen Périgueux (12) en Nontron (15). Het telt 16.457 inwoners in 2018.

## Gemeenten
Het kanton Brantôme omvatte tot 2014 de volgende gemeenten:
- Agonac
- Biras
- Bourdeilles
- Brantôme (hoofdplaats)
- Bussac
- Eyvirat
- Lisle
- Saint-Front-d'Alemps
- Saint-Julien-de-Bourdeilles
- Sencenac-Puy-de-Fourches
- Valeuil

Door de herindeling van de kantons bij decreet van 21 februari 2014, met uitwerking op 22 maart 2015, werd het kanton uitgebreid tot 42 gemeenten.

op 1 januari 2016 werden de gemeenten Brantôme en Saint-Julien-de-Bourdeilles samengevoegd tot de fusiegemeente (commune nouvelle) : Brantôme en Périgord

op 1 januari 2017 werden de gemeenten Beaussac, Champeaux-et-la-Chapelle-Pommier, Les Graulges, Léguillac-de-Cercles, Mareuil, Monsec, Puyrenier, Saint-Sulpice-de-Mareuil en Vieux-Mareuil  samengevoegd tot de fusiegemeente (commune nouvelle) : Mareuil en Périgord

op 1 januari 2019 werden de gemeenten  Cantillac, Eyvirat, La Gonterie-Boulouneix, Saint-Crépin-de-Richemont, Sencenac-Puy-de-Fourches en Valeuil toegevoegd aan de fusiegemeente (commune nouvelle): Brantôme en Périgord
Sindsdien omvat het kanton volgende 27 gemeenten :
- Biras
- Bourdeilles
- Brantôme en Périgord
- Bussac
- Champagnac-de-Belair
- Chapdeuil
- La Chapelle-Faucher
- La Chapelle-Montmoreau
- Condat-sur-Trincou
- Creyssac
- Douchapt
- Grand-Brassac
- Lisle
- Mareuil en Périgord
- Montagrier
- Paussac-et-Saint-Vivien
- Quinsac
- La Rochebeaucourt-et-Argentine
- Rudeau-Ladosse
- Saint-Félix-de-Bourdeilles
- Saint-Just
- Saint-Pancrace
- Saint-Victor
- Sainte-Croix-de-Mareuil
- Segonzac
- Tocane-Saint-Apre
- Villars